# Киселёв, Николай Дмитриевич
Никола́й Дми́триевич Киселёв (24 апреля 1802 —
26 ноября 1869) — русский дипломат из рода Киселёвых, действительный тайный советник (1868). В 1841—1854 годах возглавлял русскую миссию в Париже, в 1855—1864 годах посол в Риме и Флоренции, с 1864 года посол в Италии. Брат графа П. Д. Киселёва и С. Д. Киселёва. Адресат шуточного четверостишия Пушкина.

## Биография
Младший сын Дмитрия Ивановича Киселёва (1761—1820), помощника управляющего Московской оружейной палатой, от брака с Прасковьей, дочерью князя П. В. Урусова, известного основанием Большого театра. Семейство Киселёвых принадлежало к высшему московскому кругу, было в дружеских отношениях с графом Ф. В. Ростопчиным. Дом Киселёвых на Тверской посещали И. И. Дмитриев и Н. М. Карамзин.
Николай получил домашнее воспитание при помощи гувернера француза. Его старший брат Павел заботился о его образовании и одно время думал поместить его в Ришельевский лицей, под ближайший свой присмотр; но затем Николай поступил в Дерптский университет, где его товарищем был поэт Языков. В 1823 году окончил курс со степенью кандидата. Помимо Пушкина, с которым его познакомил Языков, Киселёв знал П. А. Вяземского, Грибоедова, Мицкевича.
Блестящие служебные успехи старшего брата облегчили Николаю Дмитриевичу карьеру. В январе 1824 года он поступил на службу в министерство иностранных дел и через два года был отправлен в Персию с князем Меншиковым. В это время он считался завидным женихом. Анна Оленина, в которую тогда был влюблён Пушкин, писала в дневнике, что только и ждёт предложения от Киселёва, чтобы его принять.

### Служба за границей

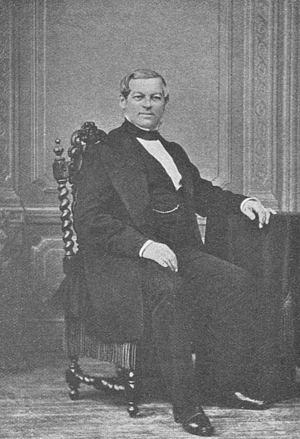
Русский посол в Париже Н. Д. Киселёв

В 1829 году Киселёв был назначен секретарём при посольстве в Париже, где состоял до 1837 года; в 1834 году получил звание камергера. В 1837 году Николай Дмитриевич был назначен советником посольства в Лондоне, где исполнял должность поверенного в делах в Великобритании.
В 1840 году был вновь переведён в Париж и в следующем году получил чин действительного статского советника. После отъезда посла П. П. Палена в отпуск временный поверенный, затем до 1851 поверенный в делах во Франции. В 1851 году был пожалован в тайные советники. В 1844 году «Кися» стал предметом увлечения А. О. Смирновой, жившей тогда в Париже. Если верить Анне Олениной, «это была самая нежная привязанность иронической Смирновой (Россет) за всю её жизнь».
В период дипломатической подготовки Крымской войны Киселёв поддерживал Николая I в его мнении о благожелательном отношении Франции к России и о невозможности франко-английского союза, однако был не в силах привлечь Наполеона III на сторону России. Натянутые отношения между Россией и Францией заставили его покинуть пост. Вручив 23 января 1854 г. министру иностранных дел ноту о прекращении дипломатических сношений между Россией и Францией, Николай Дмитриевич выехал в Германию.
Неуспех Киселёва в Париже вызвал против него неудовольствие, которое, впрочем, продолжалось недолго, и уже 8 июня 1855 года он был вновь отправлен чрезвычайным посланником и полномочным министром к дворам римскому и тосканскому; на этом посту он оставался до 1864 года, когда был назначен представителем России при короле объединённой Италии; последний пост Киселёв занимал до самой своей смерти, продолжая пользоваться полным расположением Александра II.
10 ноября 1863 года в Париже престарелый Киселёв, всю жизнь слывший донжуаном, наконец связал себя узами брака. Его избранницей стала графиня Франческа Торлония (1830—1902), урождённая княжна Русполи, вдова Джованни Торлонии, герцога ди Поли и ли Гваданьоло. По словам современницы, донна Франческа была красавицей, её классические черты и высокий прямой стан так и просились под резец скульптора, чтобы запечатлеться в мраморе. От первого брака у неё был сын Клемент (1852—1899).
Скончался Киселёв от «разложения крови» 26 ноября 1869 года во Флоренции. Похоронен в московском Донском монастыре рядом с братом Павлом (фото могилы). Детей он не имел, но среди его племянников были влиятельные при Александре II деятели Дмитрий, Николай и Владимир Милютины.

## Награды
- Орден Святого Владимира 4-й ст. (21.04.1828)
- Орден Святого Станислава 1-й ст. (01.07.1846)
- Орден Святой Анны 1-й ст. (21.04.1847)